# Nueve novísimos poetas españoles
Els Nou novíssims poetes espanyols (Nueve novísimos poetas españoles, títol original en castellà) és una antologia escrita per Josep Maria Castellet l'any 1970. L'antologia acull poetes nouvanguardistes inèdits o amb pocs llibres, que van néixer a partir del 1939. Aquesta obra marca l'inici de la postmodernitat i una ruptura amb els poetes de postguerra. Arran de l'antologia es generà un moviment que acull la "generació dels «novíssims»" formada pels poetes que s'identificaven i els descrits en l'obra. L'antologia inclou els poetes Manuel Vázquez Montalbán, Antonio Martínez Sarrión, José María Álvarez, Pere Gimferrer, Félix de Azúa, Vicente Molina Foix, Guillermo Carnero, Anna Maria Moix i Leopoldo María Panero.

## Estil i estructura
L'antologia es divideix en dues seccions. La primera, titulada "Los seniors", consisteix en els poetes més "antics": Vázquez Montalbán, Martínez Sarrión i Álvarez. La segona part es titula "La coqueluche", mot derivat d'una denominació afectuosa que alguns dels "seniors" varen donar a aquest grup de poetes. Dintre d'aquesta segona secció es troben Azúa, Gimferrer, Molina Foix, Carnero, Moix i Panero.
L'obra es caracteritza per una despreocupació cap a les formes tradicionals. Alguns poemes semblen escrits en prosa. Un exemple és el d'alguns poemes de Moix que semblen vinyetes o episodis i el llenguatge és més prosaic que poètic. Es pot veure en el següent fragment:
| «                 | "Lo descubrí con la frente apoyada en el escaparate de la pastelería y en los ojos blancos, increíbles, le reconocí: Era dios y estuve a punto de decírselo: te ves más viejo desde la última vez. Pero me pareció tan triste que hice como si no le conociera". | » |
| — Anna Maria Moix | |   |

Els novíssims empren l'escriptura automàtica, tècniques el·líptiques, síncopes i el collage. Gimferrer usà el collage per presentar al lector una experiència polifacètica que reflecteix diverses formes d'art i mitjans de comunicació: cinema, novel·les, còmics, etc. També Vázquez Montalbán usà el collage per incorporar elements del pop, frases publicitàries, fragments de discursos i textos de manual d'instruccions. Com es pot veure en el fragment del "Poema publicitario" en el qual usà frases d'anuncis de detergent:
| «                                                | "No es la lógica del contenido, sino la nueva lógica... Estos poemas consiguieron despertar el deseo de la limpieza en cuatro de cada cinco mujeres". | » |
| — Manuel Vázquez Montalbán, "Poema publicitario" | |   |

També usà la incorporació de versos d'altres poetes com en "Qué poco me cuesta creerlo", que utilitzà versos de Quevedo:
| «                                               | "será ceniza más tendrá sentido, polvo será mas polvo enamorado" | » |
| — Manuel Vázquez Montalbán, (versos de Quevedo) |                                                                  |   |

## Polèmica
El llibre causà polèmica per l'exclusivitat de la selecció dels poetes. "Aquest llibre no es va presentar com una antologia sino com una selecció", digué Vázquez Montalbán en una reunió dels novíssims, trenta anys després de l'edició del llibre, en defensa a les crítiques negatives.